# United States Army Institute of Heraldry

Sigill.

The United States Army Institute of Heraldry ("Förenta Staternas armés institut för heraldik") är en enhet inom USA:s armé som tillhandahåller heraldiska tjänster och sakkunskap till USA:s försvarsdepartement och andra federala myndigheter, inklusive presidentkansliet. Institutet ägnar sig åt forskning, formgivning, utveckling, standardisering, kvalitetskontroll och andra tjänster avseende officiella symboler – sigill, utmärkelser, medaljer, insignier, badges, fanor och andra föremål givna för eller auktoriserade för officiell användning av statlig personal och myndigheter. Begränsad forskning och informationsverksamhet bedrivs också beträffande offentliga symboler på uppdrag av allmänheten. Heraldikinstitutet har sin arbetsplats på Fort Belvoir i Virginia, en militär byggnad inom Washington, D.C.:s storstadsområde. Personalen utgörs av trettiotvå civilanställda.
Institutet utgör således i praktiken USA:s federala statsmakts heraldiska myndighet. Det lyder under The Administrative Assistant to the Secretary of the Army, som är en del av arméministerns kansli (Office of the Secretary of the Army).

## Historik
Heraldiska och andra militära symboler har använts av amerikanska militären och statliga inrättningar sedan amerikanska revolutionen på 1700-talet, men det har inte funnits något samlat arbete avseende heraldik inom militären förrän 1919, när ett kontor inrättades i det dåvarande krigsdepartementet för att godkänna och koordinera heraldiska vapen och insignier för arméns organisationer. 1924 delegerades det formella ansvaret för specifika militära märken till generalkvartersmästaren (Quartermaster General). När behovet av symboler hos militären och staten ökade, utvecklades de tjänster som generalkvartersmästarens kontor tillhandahöll till det heraldiska programmet.
Arméns storleksökning under andra världskriget och det därav följande, ökade intresset för symboler, bidrog till att det heraldiska programmet växte. Det ökades ytterligare genom Public Law 85-263, approved September 1957, 71 Stat. 89, som gav arméministern behörighet att bistå med heraldiska tjänster till alla vapenslag och till andra delar av staten.
18 U.S.C. § 704 och Code of Federal Regulations (32 CFR, Part 507) ger Institutet för heraldik rätt att utfärda direktiv angående hur militära insignier skall visas, hur de skall utdelas och hur insignier skall bäras på militära uniformer.
Den 10 augusti 1960 utfärdades Army General Order Number 29, som placerade U.S. Army Institute of Heraldry under generalkvartersmästarens kontroll. Arméns generaladjutants kontor övertog ansvaret för institutet 1962, när generalkvartersmästarens tjänsteställe upphörde genom en omorganisation av armén. 1987 medförde en annan omorganisation att institutet lades under U.S. Total Army Personnel Command (the U.S. Army Human Resources Command). I april 1994 flyttade Institutet för heraldik från Cameron Station till Fort Belvoir i Virginia. I oktober 2004 genomfördes ytterligare en omorganisation, som överförde ansvaret för det heraldiska programmet till The Administrative Assistant to the Secretary of the Army, Resources and Programs Agency, part of the United States Army.

## Specifika uppgifter
- Auktorisera heraldiska symboler för organisationer inom USA:s armé.
- Godkänna utseendet för enhetsmärken (distinctive unit insignia, DUI), regementsmärken (regimental distinctive insignia, RDI), och axelärmsmärken (shoulder sleeve insignia, SSI) enligt befogenhet i Army Regulation 670-1.
- Fastställa arméns regler för formgivning och visning av flaggor.
- Formge och utveckla insignier, sigill ((branch, grade, unit) seals), medaljer, badges, bandregalia och fanor.
- Tillverka tredimensionella föremål som kan uppvisas.
- Förbereda heraldiska specifikationer och tillhandahålla tillverkningsråd till tillverkare.
- Övervakan det heraldiska kvalitetskontrollsystemnet (Heraldic Quality Control System) enligt Army Regulation 672-8, för att tillse att heraldiska symboler tillverkas enligt statliga specifikationer och beställningsspecifikationer.
- Godkänna användningen av armésymboler om de skall finnas på föremål för kommersiell försäljning.
- Till låns tillhandahålla tillverkare statliga verktyg och specifikationer för heraldiska symboler.

## Institutets heraldiska symboler

### Vapen

#### Blasonering
- Shield: Or a chevron Gules, on a chief Sable a label of the first.
- Crest: On a wreath Or and Gules, a griffin rampant of the first.
- Banners: Flanking the crest two banners, the staffs Light Brown with Silver finials and ferrules passing behind the shield and extending below the motto scroll, the dexter banner Or bordered compony of the like and Azure, charged with a mullet of the last voided Argent, the sinister banner Or bordered compony of the like and Gules, charged with a Tudor Rose barb and seeded Vert.
- Scroll: Or lined Sable with lettering of the last.
- Motto: AEGIS FORTISSIMA HONOS (Heder är den starkaste skölden)

#### Symbolism
- Sköld:

1. Vapnets röda chevron (en häroldsbild inte olik en sparre, men vars topp inte når fältets ovansida) avser militären som stödjer och står under den civila ledningen hos staten, representerad av den gyllene tornerkragen, vars tre nedhängande delar avser den verkställande, lagstiftande och dömande makten.
2. Tornerkragen står också för att Institutet för heraldik är den direkta efterföljaren till den heraldiska verksamhet som skapades 1919 under arméns generalstab, som 1924 flyttade till generalkvartermästaren och 1962 flyttades över till generaladjutanten.
3. Dessutom avser tornerkragen att visa på att Institutet för heraldik är den enda heraldiska funktionen i USA som är officiellt jämförbar med de heraldiska institutioner som finns i den gamla världen och som fortsätter arbetet med heraldiken som konst och vetenskap under dess sedan lång tid etablerade traditionella och historiska regler.

- Hjälmprydnad:

1. Gripen, ett fabeldjur som är hälften örn och hälften lejon, symboliserar visdom och inspiration.
2. Gripens roll som skattvakt symboliserar Institutets ensamma ansvar för att slå vakt om heraldiken i staten.
3. Gripens beståndsdelar av örn och lejon syftar också på USA respektive Storbritannien, de huvudsakliga källorna till landets språk, lagar och heraldiska kunskap.

- Baner vid sidan om skölden:

1. Dexter: Den stora stjärnan (med engelsk heraldisk terminologi mullet) av silver med blå kanter symboliserar alla de delstater som utgör USA. Inspiration till den kom från kantonen i USA:s flagga.
2. Sinister: Den röda och silverne heraldiska rosen (en Tudorros) symboliserar att de första permanenta bosättningarna i det som sedan blev USA kom från England när det styrdes av kungaätten Tudor.

- Tinkturer: Guld står för bedrift och heder, rött för nit och svart för rättsvetenskap och kunskap.